# Graziella Marok-Wachter

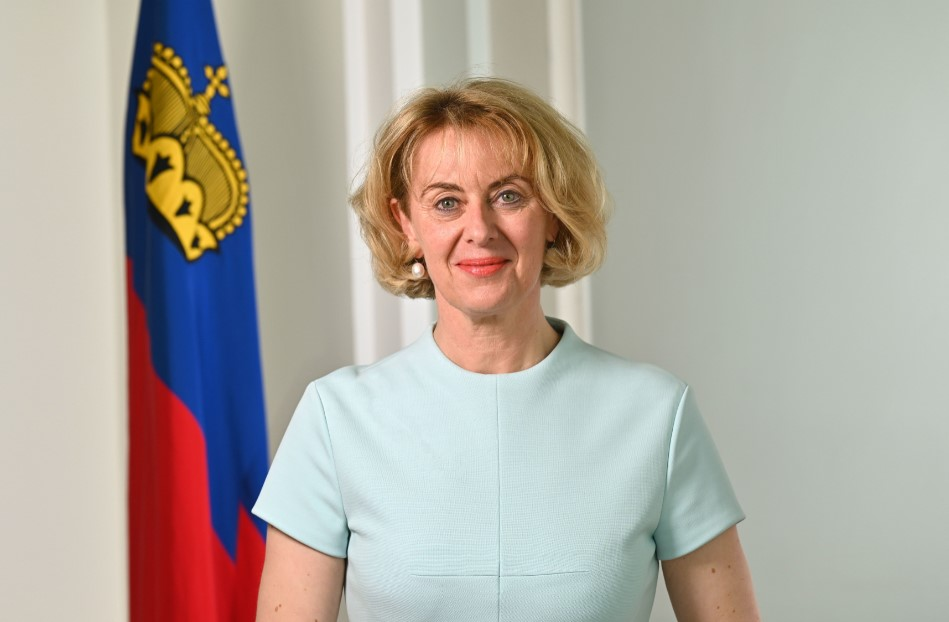
Regierungsrätin Graziella Marok-Wachter

Graziella Marok-Wachter (* 4. Mai 1965 in Mauren als Graziella Marok) ist eine liechtensteinische Politikerin (VU). Von 2021 bis 2025 war sie als Regierungsrätin mit Zuständigkeit für das Ministerium für Infrastruktur und Justiz Mitglied der Regierung des Fürstentums Liechtenstein.

## Ausbildung und Beruf
Marok-Wachter besuchte von 1980 bis 1985 das Liechtensteinische Gymnasium in Vaduz, wo sie die Matura absolvierte. Anschliessend begann sie an der Universität Zürich das Studium der Rechtswissenschaften, welches sie im Jahr 1991 mit dem Lizenziat der Rechtswissenschaften (lic.iur) abschloss.
Sie wurde dann 1991 an der Universität Zürich Assistentin für Rechtsgeschichte und Privatrechtsvergleichung, während sie das Doktoratsstudium der Rechtswissenschaften begann. Im Jahr 1993 absolvierte Graziella Marok-Wachter ein Gerichtspraktikum am Fürstlichen Landgericht in Vaduz, ehe sie 1994 mit einer Dissertation zum Thema Die privatrechtliche liechtensteinische Anstalt unter besonderer Berücksichtigung der Gründerrechte das Doktoratsstudium abschloss und zur Doktorin der Rechtswissenschaften (Dr.iur.) promoviert wurde.
Noch im selben Jahr, 1994, trat Marok-Wachter als Konzipientin in der Advocatur Sprenger & Partner in Triesen ein. 1996 erlangte sie die Liechtensteinische Rechtsanwaltszulassung und wurde später auch Partnerin der Advocatur Sprenger & Partner, wo sie bis zum Jahr 2003 als Rechtsanwältin tätig war. Von 1999 bis 2007 war sie Mitglied des Verwaltungsrates der Liechtensteinischen Post, von 2000 bis 2007 Ersatzrichterin des Staatsgerichtshofs.
2003 bis 2005 war sie geschäftsführende Direktorin der Senat AG in Vaduz und von 2003 bis 2007 hatte sie ein eigenes Advocaturbüro in Vaduz. Ab 2007 war Graziella Marok-Wachter Leiterin Group Legal der Liechtensteinischen Landesbank, 2011 wurde sie dort Leiterin der Group Legal & Compliance. Von 2016 bis 2017 war sie designiertes Mitglied des Verwaltungsrates der Administral Anstalt in Triesen, 2017 bis 2018 Leiterin der Group Legal, Compliance & Tax der VP Bank. Von 2015 bis 2018 war Graziella Marok-Wachter Mitglied des Universitätsrates der Universität Liechtenstein. 2018 übernahm sie schliesslich die Leitung des Amtes für Justiz in der Liechtensteinischen Landesverwaltung und wurde damit Liechtensteins oberste Justizbeamtin.

## Politischer Werdegang
Graziella Marok-Wachter ist seit 2021 Mitglied des Parteipräsidiums der Vaterländischen Union, einer der beiden grossen Volksparteien des Fürstentums Liechtenstein. Nach der Landtagswahl in Liechtenstein 2021 wurde sie von ihrer Partei als Regierungsrätin für die Koalitionsregierung mit der Fortschrittlichen Bürgerpartei nominiert und in weiterer Folge mit der Angelobung am 25. März 2021 als solche Regierungsmitglied. Sie leitete als Regierungsrätin das Ministerium für Infrastruktur und Justiz. Am 10. April 2025 schied sie aus der Regierung aus.

## Privatleben
Graziella Marok-Wachter ist verheiratet und Mutter von zwei erwachsenen Söhnen. Sie ist wohnhaft in Schaan.